# Prunus hisauchiana
Prunus hisauchiana är en rosväxtart som beskrevs av Gen-Iti Koidzumi och Hisauchi. Prunus hisauchiana ingår i släktet prunusar, och familjen rosväxter. Inga underarter finns listade i Catalogue of Life.